# Peniley Ramírez
Peniley Ramírez (La Habana, Cuba, 6 de abril de 1987) es una periodista y poeta cubano-mexicana, radicada en Nueva York desde 2021. 

## Trayectoria

### Como periodista
Peniley cursó la licenciatura en Ciencias de la Comunicación en la Universidad Veracruzana, en Veracruz, México. También cuenta con estudios en periodismo en el Miami Dade College de Miami, Estados Unidos, y en la Universidad de La Habana, en Cuba.
Se ha desempeñado como periodista de investigación en los diarios Imagen de Veracruz y Reporte Índigo, además de haber publicado reportajes en la revista Proceso en México y en El Nuevo Herald y Miami Herald. Es columnista del Grupo Reforma. Antes, publicó columnas de opinión en los diarios mexicanos Sin Embargo, El Heraldo de México y El Universal. Entre 2015 y 2020 fue corresponsal en México de la unidad de investigación de Univisión. En 2022 empezó a trabajar en Futuro Media Group, en Nueva York, empresa de la cual actualmente es Co-CEO y directora ejecutiva. Se ha enfocado principalmente en temas relacionados con corrupción, migración, transparencia, derechos humanos, narcotráfico y energía.

### Como autora
Peniley ha publicado sus poemas en revistas especializadas en Venezuela, Perú y México. Cuenta con un poemario, publicado en 2007, y fue incluida en las antologías Panorama de la Poesía de México (2009) y Antología de Poetas del Puerto de Veracruz (2010).
En 2018 publicó una breve crónica titulada “San Mateo del Mar: el pueblo del tsunami”, en el libro 19 edificios como 19 heridas. Por qué el sismo nos pegó tan fuerte, una recopilación de relatos acerca del sismo del 19 de septiembre de 2017 en México
En 2020, apareció su primer libro Los millonarios de la guerra. El expediente secreto de García Luna y sus socios. Es una investigación sobre las ganancias millonarias que la llamada “guerra contra el crimen organizado” ha dejado a unos pocos contratistas y a políticos que se han vinculado con las empresas de seguridad. La primera reseña de este trabajo, hecha por el criminólogo Ricardo Raphael, señaló que el libro es un parteaguas en la investigación periodística: “A partir de ahora no será posible hablar o escribir sobre las redes de corrupción del Estado mexicano, la historia del narcotráfico, o las razones de la macro criminalidad, sin recurrir, como fuente, a Los millonarios de la guerra”.

## Reconocimientos
Por su labor, Peniley Ramírez ha sido nominada a varios reconocimientos, entre los que destacan los Premios Emmy de Noticia y Documental
| Año  | Premio                                     | Distinción | Categoría                                            | Trabajo                                       | Posición                                   | Cadena              |
| ---- | ------------------------------------------ | ---------- | ---------------------------------------------------- | --------------------------------------------- | ------------------------------------------ | ------------------- |
| 2016 | Emmy de Noticia y Documental               | Nominada   | Periodismo de Investigación Sobresaliente en Español | A Tall Tale                                   | Productora                                 | Univisión           |
| 2017 | Emmy de Noticia y Documental               | Nominada   | Periodismo de Investigación Sobresaliente en Español | Deportation Inc. La industria del miedo       | Productora                                 | Univisión           |
| 2017 | Emmy de Noticia y Documental               | Nominada   | Periodismo de Investigación Sobresaliente en Español | Panama Papers                                 | Productora                                 | Univisión           |
| 2018 | Emmy de Noticia y Documental               | Nominada   | Periodismo de Investigación Sobresaliente en Español | Reciclando la miseria                         | Corresponsal                               | Univisión           |
| 2019 | Emmy de Noticia y Documental               | Nominada   | Periodismo de Investigación Sobresaliente en Español | Los magnates de Dios                          | Productora de investigación / Corresponsal | Univisión           |
| 2020 | Emmy de Noticia y Documental               | Nominada   | Periodismo de Investigación Sobresaliente en Español | Las mucamas de Trump                          | Productora de investigación / Corresponsal | Univisión           |
| 2022 | Emmy de Noticia y Documental               | Ganadora   | Periodismo de Investigación Sobresaliente en Español | La oscura luz del mundo                       | Productora de investigación / Corresponsal | Univisión           |
| 2022 | Investigative Reporters and Editors Awards | Ganadora   | Audio Large                                          | Death by Policy: Crisis in the Arizona Desert | Productora ejecutiva                       | Futuro Investigates |
| 2022 | Nonprofit News Awards                      | Ganadora   | Journalism Colaboration of the Year Award            | H-2A Visa Worker Exploitation                 | Productora ejecutiva                       | Futuro Investigates |

En 2016, Peniley recibió el Premio Nacional de Periodismo por Reportaje de Investigación en Televisión como parte del equipo de Univisión Investiga, por la pieza Un cuento chino, enfocada en el caso del empresario Zhenli Ye Gon.